# Systremma ennomodes
Systremma ennomodes là một loài bướm đêm trong họ Noctuidae.